# Wybory parlamentarne w Irlandii w 2020 roku
Wybory parlamentarne w Irlandii odbyły się 8 lutego 2020 roku. Irlandczycy wybierali 159 z 160 deputowanych do Dáil Éireann w 39 okręgach wyborczych. 160. mandat automatycznie obejmie ustępujący Przewodniczący Rady.

## Podłoże
14 stycznia 2020 premier Leo Varadkar zwrócił się do prezydenta Michaela D. Higginsa z prośbą (na podstawie artykułu 13 konstytucji) o rozwiązanie Dáil, która została zaakceptowana. Wybory parlamentarne zostały zarządzone na dzień 8 lutego, a pierwsze posiedzenie 33 kadencji Dáil zwołane na godz. 12:00 w dniu 20 lutego 2020.

## System wyborczy
160 członków Dáil Éireann wybieranych jest z zastosowaniem systemu proporcjonalnego pojedynczego głosu przechodniego (STV) w 39 okręgach wyborczych. Wyborcy wypełniają papierowe karty do głosowania, numerując kandydatów 1, 2, 3 według preferencji wyboru 1, 2, 3 itd.

### Zmiana granic okręgów wyborczych
14 lipca 2016 roku minister środowiska, społeczności i samorządu lokalnego Simon Coveney na podstawie ustawy wyborczej z 1997 roku powołał specjalną komisję w celu dokonania rewizji granic okręgów wyborczych do Dáil i Parlamentu Europejskiego. Komisja pod przewodnictwem sędziego Roberta Haughtona rozrysowała nowe granice okręgów wyborczych po opublikowaniu początkowych danych o ludności na podstawie spisu powszechnego z 2016 roku. W trakcie prac komisja posiadała pewną swobodę uznania granic, ale konstytucyjnie została zobowiązana do dopuszczenia nie więcej niż 30 000 wyborców na jednego wybieranego deputowanego. Jednocześnie obwarowana prawnie do rekomendowania okręgów wyborczych obejmujących trzy, cztery albo pięć mandatów i nienaruszania granic hrabstwa tak dalece, jak to możliwe. Sprawozdanie Komisji zostało ogłoszone 27 czerwca 2017. Zalecono w nim zwiększenie liczby deputowanych z 158 do 160 wybieranych w 39 okręgach wyborczych.
Poprawka do ustawy wyborczej „Dáil Constituencies” nr 39 z 2017, wdrażająca te zalecane zmiany, została uchwalona w grudniu 2017 roku. Wybory do Dáilu 33 kadencji zostaną przeprowadzone z wykorzystaniem nowych granic. Ponieważ ustępujący przewodniczący parlamentu Seán Ó Fearghaíl nie ogłosił przejścia na emeryturę, zostanie automatycznie wybrany.

## Kandydaci
22 stycznia 2020 upłynął termin zgłaszania kandydatów. Partie polityczne wystawiły na listach wyborczych rekordową liczbę kobiet, 162 (w 2016 – 160) spośród 531 kandydatów. Były to pierwsze irlandzkie wybory powszechne, w których w każdym okręgu wyborczym kandydowała kobieta. Zgodnie z obowiązującym prawem na listach obowiązuje parytet płci, każda partia musi wystawić co najmniej 30% kandydatów płci męskiej i co najmniej 30% płci żeńskiej, w przeciwnym razie partia traci połowę funduszy państwowych. Kobiety stanowiły 30,5% kandydatek na listach Fine Gael, 31% Fianna Fáil, 32% Partii Pracy, 33% Sinn Féin, 38% People Before Profit Alliance, 41% Partii Zielonych i 57% Socjaldemokratów.

## Kampania wyborcza

### Programy i hasła wyborcze
| Partia | Partia                        | Hasło wyborcze                                  | Manifest wyborczy (link zewnętrzny)    | Przypisy      |
| ------ | ----------------------------- | ----------------------------------------------- | -------------------------------------- | ------------- |
|        | Fine Gael                     | „A future to look forward to.”                  | Manifest Fine Gael                     | [ 13 ] [ 14 ] |
|        | Fianna Fáil                   | „An Ireland for all.” (Éire do chách.)          | Manifest Fianna Fáil                   | [ 13 ] [ 14 ] |
|        | Sinn Féin                     | „Giving workers and families a break.”          | Manifest Sinn Féin                     | [ 13 ]        |
|        | Partia Pracy                  | „Building an equal society.”                    | Manifest Partii Pracy                  | [ 13 ]        |
|        | People Before Profit Alliance | "Planet Before Profit."                         | Manifest People Before Profit Alliance | [ 15 ]        |
|        | Social Democrats              | „Hope for better. Vote for better.”             | Manifest Socjaldemokratów              | [ 13 ]        |
|        | Partia Zielonych              | "Want Green? Vote Green!”                       | Manifest Partii Zielonych              | [ 13 ]        |
|        | Aontú                         | „The political system is broken. Let’s fix it.” | Manifest Aontú                         | [ 16 ]        |

### Partie debiutujące w wyborach
Partie startujące w wyborach powszechnych po raz pierwszy: Aontú, Irlandzka Partia Wolności, Partia Narodowa i RISE (jako część AAA–PBP).

## Wyniki wyborów
Lokale wyborcze otwarte były w godzinach od 7:00 UTC do 22:00 UTC. Liczenie głosów rozpoczęło się o godz. 09:00 UTC w dniu 9 lutego i zakończyło się o godz. 23:59 UTC w dniu 10 lutego.
|                                     |                                     |                                     |                             |                             |                             |           |               |                    |               |         |         |
| Partia                              | Partia                              | Lider                               | Głosy pierwszej preferencji | Głosy pierwszej preferencji | Głosy pierwszej preferencji | Mandaty   | Mandaty       | Mandaty            | Mandaty       | Mandaty | Mandaty |
| Partia                              | Partia                              | Lider                               | Głosy                       | % FPv                       | +/−                         | Kandydaci | Wybory w 2016 | Ustępujący 32 Dáil | Wybory w 2020 | Zmiana  |         |
|                                     | Sinn Féin                           | Mary Lou McDonald                   | 535 595                     | 24,5                        | 10,7%                       | 42        | 24            | 22                 | 37/160        | 14      |         |
|                                     | Fianna Fáil                         | Micheál Martin                      | 484 320                     | 22,2                        | 2,2%                        | 84        | 44            | 45                 | 37/160        | 7       |         |
|                                     | Fine Gael                           | Leo Varadkar                        | 455 584                     | 20,9                        | 4,6%                        | 82        | 50            | 47                 | 35/160        | 15      |         |
|                                     | Partia Zielonych                    | Eamon Ryan                          | 155 700                     | 7,1                         | 4,4%                        | 39        | 2             | 3                  | 12/160        | 10      |         |
|                                     | Partia Pracy                        | Brendan Howlin                      | 95 588                      | 4,4                         | 2,2%                        | 31        | 7             | 7                  | 6/160         | 1       |         |
|                                     | Social Democrats                    | Catherine Murphy Róisín Shortall    | 63 404                      | 2,9                         | 0,1%                        | 20        | 3             | 2                  | 6/160         | 3       |         |
|                                     | Solidarność-PBS                     | Wspólne przywództwo                 | 57 420                      | 2,6                         | 1,3%                        | 36        | 6             | 6                  | 5/160         | 1       |         |
|                                     | Aontú                               | Peadar Tóibín                       | 41 614                      | 1,9                         | 1,9%                        | 26        | Nowa          | 1                  | 1/160         | 1       |         |
|                                     | Inds. 4 Change                      | brak                                | 8 421                       | 0,4                         | 0,8%                        | 4         | 4             | 1                  | 1/160         | 3       |         |
|                                     | Irlandzka Partia Wolności           | Hermann Kelly                       | 5 495                       | 0,3                         | 0,3%                        | 11        | Nowa          | 0                  | 0/160         | -       |         |
|                                     | Renua                               | wakat                               | 5 473                       | 0,3                         | 1,9%                        | 11        | 0             | 0                  | 0/160         | -       |         |
|                                     | Partia Narodowa                     | Justin Barrett                      | 4 773                       | 0,2                         | 0,2%                        | 10        | Nowa          | 0                  | 0/160         | -       |         |
|                                     | Irlandzka Partia Demokratyczna      | Ken Smollen                         | 2 611                       | 0,1                         | 0,1%                        | 1         | 0             | 0                  | 0/160         | -       |         |
|                                     | Partia Robotnicza                   | Michael Donnelly                    | 1 195                       | 0,1                         | 0,1%                        | 4         | 0             | 0                  | 0/160         | -       |         |
|                                     | Zjednoczeni Ludzie                  | –                                   | 43                          | 0,0                         |                             | 1         | Nowa          | 0                  | 0/160         | -       |         |
|                                     | Niezależni                          | –                                   | 266 529                     | 12,2                        | 3,5%                        | 125       | 14            | 22                 | 19/160        | 7       |         |
|                                     | Ceann Comhairle                     | Seán Ó Fearghaíl                    | –                           | –                           | –                           | 1         | 1             | 1                  | 1/160         |         |         |
| Nieważne głosy                      | Nieważne głosy                      | Nieważne głosy                      |                             | –                           | –                           | –         | –             | –                  | –             | –       |         |
| Razem                               | Razem                               | Razem                               | 2 183 765                   | 100%                        | –                           | 552       | 158           | 157                | 160           | 2       |         |
| Zarejestrowani wyborcy / Frekwencja | Zarejestrowani wyborcy / Frekwencja | Zarejestrowani wyborcy / Frekwencja |                             | 62,9%                       | –                           | –         | –             | –                  | –             | –       |         |